# Санааг
Санааг е регион на Сомалия. Населението му е 544 123 жители (по приблизителна оценка от януари 2014 г.), а площта 53 374 кв. км. Регионът е разделен административно на 5 района. Намира се в северната част на страната в часова зона UTC+3. Понастоящем региона влиза в рамките на непризната Сомалиленд.